# 禿敗醬
（學名：Patrinia glabrifolia）为忍冬科败酱属的植物，为台灣的特有植物。分布于台灣海拔1,500米至2,200米的地区，见于石灰岩砾石的田野和山坡上，目前尚未由人工引种栽培。